# Robert Hue de Grais

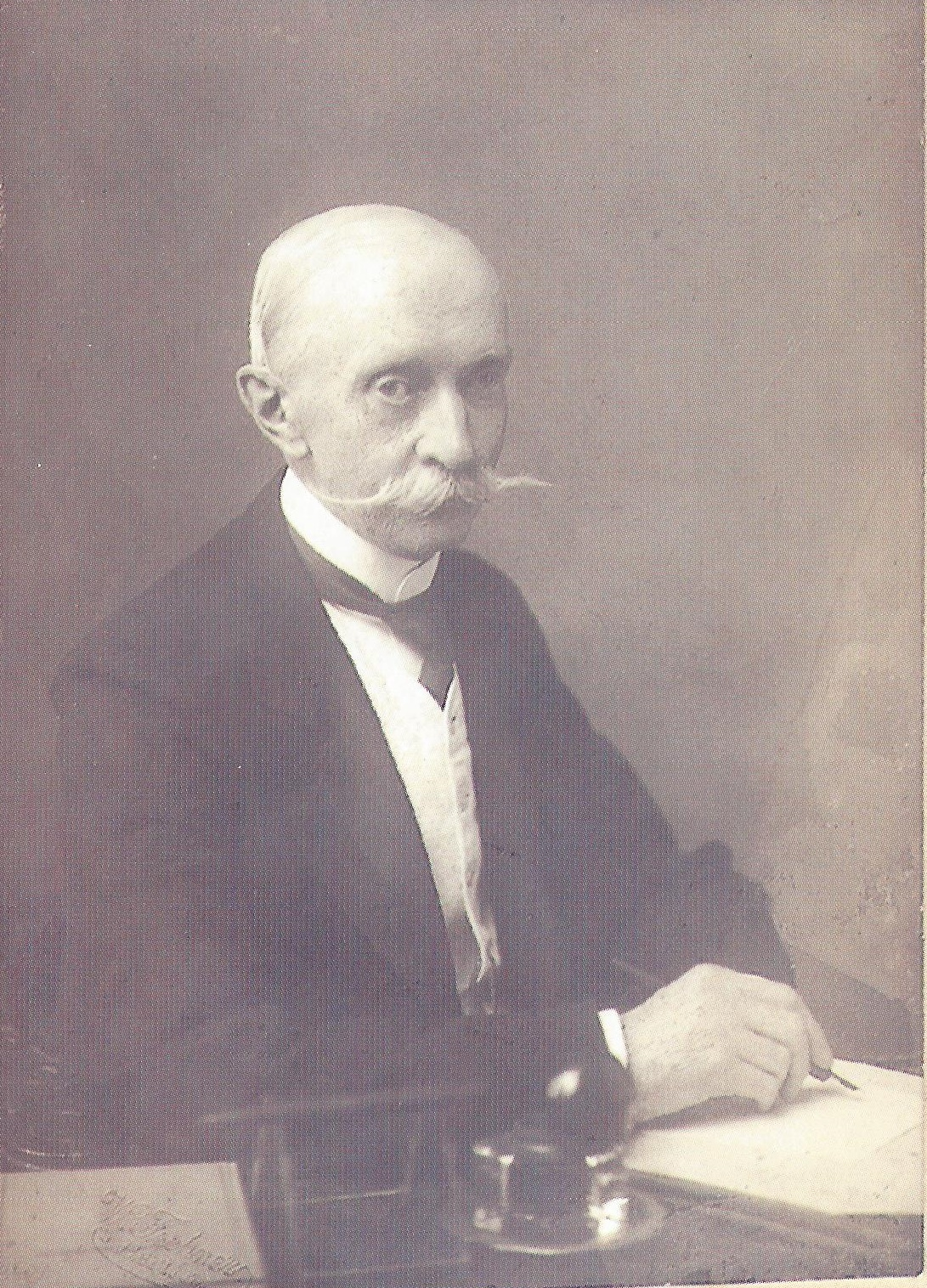
Graf Hue de Grais

Robert Achill Friedrich Hermann Graf Hue de Grais (* 25. August 1835 in Wolkramshausen, Kreis Nordhausen; † 25. Februar 1922 ebenda) war ein deutscher Verwaltungsjurist, preußischer Beamter und Politiker der Freikonservativen Partei. Er war von 1885 bis 1889 Mitglied des Preußischen Abgeordnetenhauses und von 1889 bis 1900 Regierungspräsident in Potsdam. Zudem begründete er das ab Ende des 19. Jahrhunderts maßgebliche und bis 1930 fortgeführte Standardwerk des preußisch-deutschen Verwaltungsrechts.

## Herkunft
Seine Eltern waren der kaiserlich französische Hauptmann Graf Wilhelm Hue de Grais (* 5. März 1784; † 26. Juni 1856) und dessen Ehefrau Friederike von Byla (* 10. Mai 1805; † 2. Januar 1890) aus dem Haus Wolkramshausen.

## Leben
Hue de Grais besuchte mit seinen zwei jüngeren Brüdern die Klosterschule Ilfeld und studierte an der Rheinischen Friedrich-Wilhelms-Universität Rechtswissenschaft. 1854 wurde er im Corps Borussia Bonn aktiv. Als Inaktiver wechselte er an die Friedrichs-Universität Halle und die Friedrich-Wilhelms-Universität zu Berlin. Nach dem Studium und dem Vorbereitungsdienst für Rechtspflege und innere Verwaltung wurde er Regierungsassessor in Minden (1860) und Koblenz (1861). Von 1864 bis 1866 nahm er als Offizier am Deutsch-Dänischen Krieg und am Deutschen Krieg teil. 1867 wurde er Amtmann des Amts Hildesheim und Kreishauptmann des aus den Ämtern Hildesheim und Peine sowie den selbstständigen Städten Hildesheim und Peine zusammengefassten („Steuer-“)Kreises. 1879 wechselte er als Polizeipräsident nach Stettin. 1887 wurde er Vortragender Rat im Ministerium des Innern. Von 1889 bis 1900 war er Regierungspräsident im Regierungsbezirk Potsdam.
Hue de Grais war Mitglied der Freikonservativen Partei. 1885–1889 vertrat er den Wahlkreis Merseburg 6 (Sangerhausen / Eckartsberga) im Preußischen Abgeordnetenhaus. Im Ruhestand war er ab 1901 Mitglied des Provinziallandtages der Provinz Sachsen.

Freikonservative Fraktion 1907 (Nr. 17 Graf Hue de Grais)

Von 1865 bis zu seinem Tod war er alleiniger Besitzer von Schloss Hue de Grais in Wolkramshausen, welches sich jetzt im Besitz seines Urenkels Manfred Werthern befindet. Am 30. Dezember 1873 heiratete er die Generalstochter Wilhelmine Freiin von Hanstein. 1875, 1876 und 1882 kamen die Töchter Melanie, Elsa und Irmgard zur Welt. Elsa war die letzte Bewohnerin des Schlosses, auf dem sie am 5. November 1956 starb. Irmgard heiratete Otto Freiherr Lucius von Ballhausen (1867–1932). Ein Urenkel von Robert Hue de Grais ist Robert von Lucius.
„Der Hue de Grais“ – das ab 1882 in 25 Auflagen erschienene Handbuch der Verfassung und Verwaltung in Preußen und dem Deutschen Reiche – war Generationen von Studenten der Rechts- und Staatswissenschaften ein Begriff und ungezählten preußischen Verwaltungsbeamten ein tägliches Arbeitsmittel. Es wurde nach seinem Tod von seinem Neffen Guiscard Graf Hue de Grais sowie Hans Peters und Werner Hoche fortgeführt, die letzte Auflage erschien 1930.

## Ehrungen
- Greifenorden (1884)
- Landwehrdienstauszeichnung, 1. Klasse
- Roter Adlerorden 4. Klasse mit Schwertern
- Roter Adlerorden, 3. Klasse „mit Schleife und Schwertern“
- Orden von Oranien-Nassau, Großoffizier (1892)
- Roter Adlerorden, 2. Klasse „mit Eichenlaub und Schwertern am Ring“
- Herzoglich Sachsen-Ernestinischer Hausorden, Komthur 1. Klasse
- Orden der Aufgehenden Sonne, Kommandeur
- Rote Kreuz-Medaille (Preußen) 1. Klasse (1899)
- Ehrenbürger von Zehdenick (1. April 1900)
- Wirkl. Geh. Oberregierungsrat

## Werke
- Reorganisation der innern Verwaltung Preußens auf Grundlage der Selbstverwaltung, Berlin 1871.
- Die Weiterführung der preuß. Verwaltungsorganisation, Berlin 1878.
- Handbuch der Verfassung und Verwaltung in Preußen und dem Deutschen Reiche, 7. Aufl. Berlin 1890.
- Grundriß der Verfassung und Verwaltung in Preußen und dem Deutschen Reiche, 2. Aufl. Berlin 1886.

Für Michael Stolleis sind Hue de Grais Arbeiten weniger wissenschaftliche als praktische „Handreichungen für den Alltag der Verwaltung“.